# صراع سامبت
صراع سامبت كان عبارة عن اندلاع للعنف العرقي في إندونيسيا، بدء في فبراير 2001 واستمر طوال العام. بدأ الصراع في بلدة سامبت بمقاطعة كالمنتان الوسطى، وانتشر في جميع أنحاء المقاطعة، بما في ذلك العاصمة بالانغكارايا. كان الصراع بين شعب الداياك الأصلي والمهاجرين المادوريين من جزيرة مادورا قبالة جاوة.
اندلع الصراع في 18 فبراير 2001 عندما تعرض عدد من المادوريين للهجوم من قبل عدد من عوائل الداياك. أدى الصراع إلى مقتل أكثر من 500 شخص، مع نزوح أكثر من 100.000 مادوري من منازلهم. تم العثور على المئات من المادوريين مقطوعي الرأس من قبل الداياك.

## خلفية
لم يكن صراع سامبت في عام 2001 حادثة منعزلة، حيث كانت هناك حوادث عنف سابقة بين الداياك والمادوريين. حدث آخر نزاع كبير بين ديسمبر 1996 ويناير 1997، وأسفر عن أكثر من 600 حالة وفاة. وصل المادوريون لأول مرة إلى بورنيو في عام 1930 في إطار برنامج الهجرة الذي بدأته الإدارة الاستعمارية الهولندية، واستمرت في عهد الحكومة الإندونيسية. في عام 1999 انضم الملايو وداياكس معًا في كاليمانتان في إندونيسيا لاضطهاد المادوريين وذبحهم خلال صراع سامباس. تم تشويه المادوريين واغتصابهم وقتلهم من قبل الماليزيين وداياك، وتوفي 3000 منهم في المذابح، مع قيام الحكومة الإندونيسية بعمل القليل لوقف العنف.
في عام 2000 شكل المهاجرون 21٪ من سكان وسط كاليمانتان. دخلت عائلة داياك في منافسة مع مادوريين مرئيين ومجتهدين وفي أماكن مثل سامبيت مادوريس وسيطروا بسرعة على قطاعات منخفضة المستوى من الاقتصاد، مما أثر سلبًا على فرص عمل الداياكيين. بالإضافة إلى ذلك سمحت القوانين الجديدة للمادوريين بالسيطرة على العديد من الصناعات التجارية في المقاطعة، مثل قطع الأشجار والتعدين والمزارع.
هناك عدد من القصص التي يزعم أنها تصف الحادث الذي أثار العنف في عام 2001. تزعم إحدى الروايات أنه نتج عن هجوم متعمد على منزل في لأحد سكان الداياك. انتشرت شائعات بأن الحريق نجم عن مادوريس، وبعد ذلك بدأت مجموعة من شعب الداياك في إحراق المنازل في حي مادوريس.
يدعي البروفيسور يوسوب من جمعية داياك الشعبية أن مذابح الداياك كانت دفاعًا عن النفس بعد هجوم داياك. وزُعم أن الداياكيين عُذبوا وقُتلوا على يد عصابة من المادوريين بعد نزاع مقامرة في قرية كيرينغبانجي القريبة في 17 ديسمبر 2000. تزعم رواية أخرى أن الصراع بدأ من شجار بين طلاب من أعراق مختلفة في نفس المدرسة.

## قطع رؤوس المادوريس
تم قطع رأس ما لا يقل عن 300 مادوري من قبل سكان الداياك خلال الصراع. تتمتع عائلة داياك بتاريخ طويل في الممارسة الطقسية للبحث عن الكفاءات، على الرغم من أن هذه الممارسة كانت قد تلاشت تدريجيًا في أوائل القرن العشرين حيث كان الحكام الاستعماريون الهولنديون في تثبيطها.

### رد السلطات
حجم المذبحة وشدة العدوان جعل من الصعب على الجيش والشرطة السيطرة على الوضع في وسط كاليمانتان. تم إرسال تعزيزات لمساعدة الأفراد العسكريين الحاليين في المقاطعة. بحلول 18 فبراير تولى الداياك السيطرة على سامبت.
ألقت الشرطة القبض على مسؤول محلي يعتقد أنه كان أحد المدبرين وراء الهجمات. يشتبه في أن العقل المدبر دفع ستة رجال لإثارة أعمال الشغب في سامبت. كما اعتقلت الشرطة عدداً من مثيري الشغب في داياك بعد موجة القتل الأولية.
بعد ذلك ببضعة أيام في 21 فبراير حاصر الآلاف من داياك مركز شرطة في بالانجكارايا مطالبين بالإفراج عن معتقلي داياك. استسلمت الشرطة الإندونيسية لهذا المطلب نظرًا إلى أن عدد أفراد عائلة داياك العدوانية يفوقهم كثيرًا. بحلول 28 فبراير تمكن الجيش الإندونيسي من تطهير الداياك من احتلال الشوارع واستعادوا النظام، لكن العنف المتقطع استمر طوال العام.